# Franse veldwesp

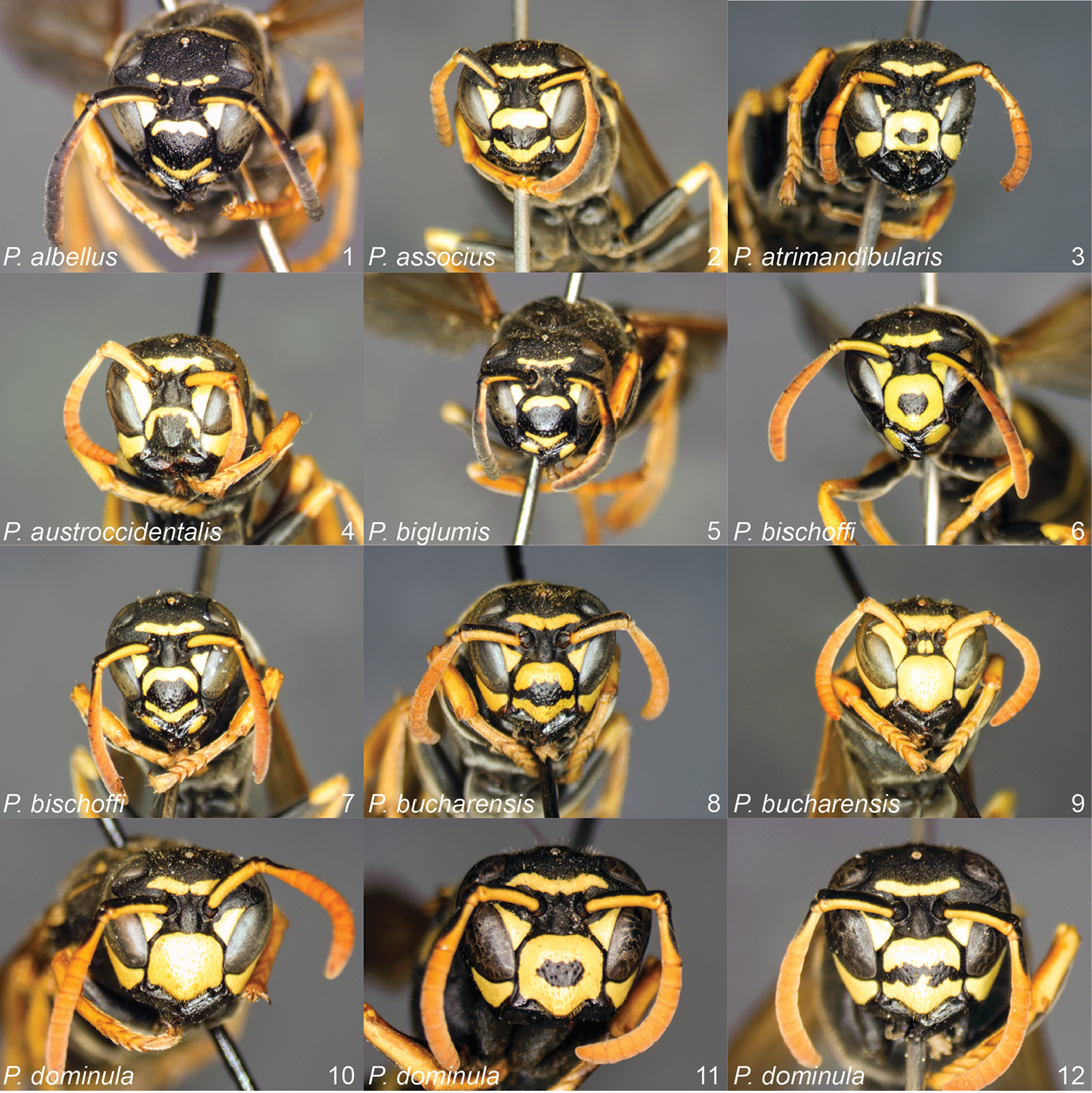
Verschillende Polistes-soorten. Onder drie individuen van P. dominula

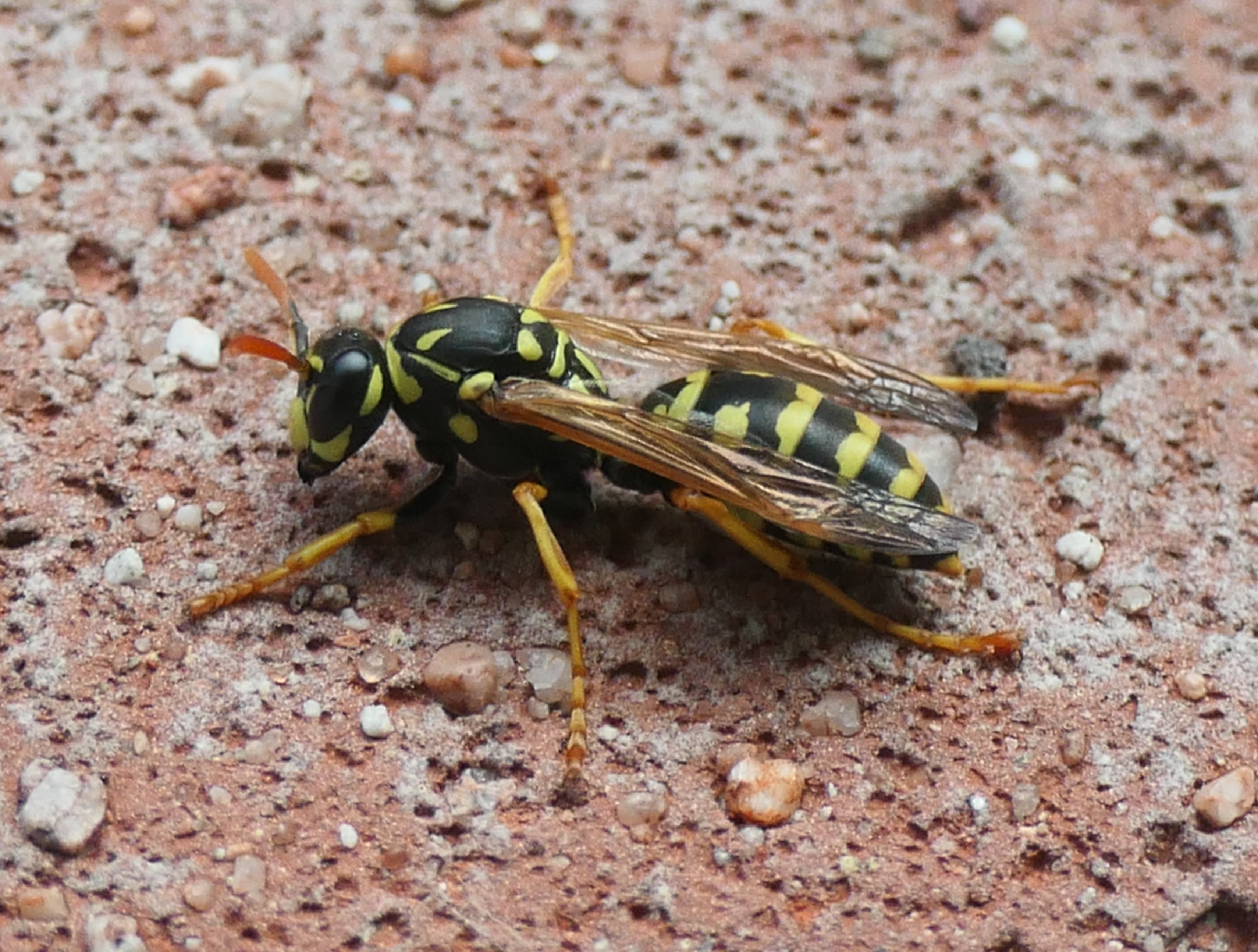
Polistes dominula

De Franse veldwesp (Polistes dominula) is een wesp uit de familie van de plooivleugelwespen (Vespidae). De wetenschappelijke naam van de soort werd in 1791 gepubliceerd door Johann Ludwig Christ.

## Beschrijving
Deze soort is van andere wespen te onderscheiden door het iets afgeplatte, slankere lichaam, oranje voelsprieten en vleugels. Zeer kenmerkend zijn de lange hangende achterpootjes tijdens de vlucht. De Franse veldwesp heeft een overwegend zwarte kleur met gele dwarsstrepen. De kop is aanzienlijk zwarter dan van de kop van de twee soorten limonadewesp. Mannetjes zijn van vrouwtjes te onderscheiden doordat ze gekromde uiteinden van de voelsprieten hebben en daarnaast hebben mannetjes groene ogen en de vrouwtjes zwarte ogen. Deze soort is zeer moeilijk van de cryptische veldwesp (Polistes gallicus) te onderscheiden, die er sterk op lijkt.
De Franse veldwesp wordt ongeveer 12 tot 18 millimeter lang en is het hele jaar te zien. De vrouwtjes kunnen overwinteren op beschutte plaatsen in bomen, maar ook wel op of in gebouwen. De van oorsprong zuidelijke soort is sinds begin 21ste eeuw in Nederland in opkomst, waarschijnlijk door het warmer wordende klimaat.

## Leefwijze

### Nesten
De vrouwtjes van de Franse veldwesp maken nesten op min of meer beschutte plaatsen. Zoals bij andere Polistes-soorten is niet van tevoren bepaald welke wesp dominant wordt en de eitjes gaat leggen. In tegenstelling tot de limonadewespen, verschilt de 'koningin' niet wezenlijk van de 'werksters'. Elke werkster kan in potentie een koningin worden. 
De nesten blijven vaak klein, zoals bij andere Polistes-soorten, en vaak zijn er meerdere nesten dicht bij elkaar in de buurt. Van andere Polistes-soorten is bekend dat dichtstbijzijnde nesten vaak gevormd zijn door uitvliegende groepen (half)zussen. Het nest heeft geen papieren omhulsel, maar is open, waardoor de wespen goed te zien zijn. Hierdoor leent de Franse veldwesp zich goed voor gedragsonderzoek naar sociale dieren met een flexibele functieverdeling en een dito hiërarchie. De nesten zijn te vinden op open plekken zoals op stenen, aan muren of in bomen. Deze soort staat, met name in meer zuidelijke streken, er om bekend de vreemdste plaatsen uit te kiezen. Zo zijn er zelfs nesten in auto's en onder de handgreep van een minicontainer aangetroffen.

### Gedrag
De wesp jaagt voornamelijk op insecten en is niet geïnteresseerd in zoetigheid, waardoor zelden een confrontatie met mensen plaatsvindt. Gewoonlijk zijn ze niet agressief naar mensen toe. Deze wesp kan wel steken maar doet dat alleen bij gevaar. Omdat de nesten kleiner zijn dan die van gewone wespen, vormen de kolonies geen risico op grote aantallen wespensteken. Deze sociale wespen zijn daardoor niet of nauwelijks gevaarlijk voor mensen zonder speciale allergieën. 
Wespen van de familie Polistes hebben een flexibel gedragspatroon. De dieren verzamelen zich in het voorjaar en gaan in de late herfst weer uiteen. De koningin verlaat het nest niet en legt eitjes. De volgende wespen in de hiërarchie verlaten het nest in toenemende mate, met toenemend risico op letsel en overlijden. Bij het overlijden of anderszins wegvallen van de koningin, neemt de volgende wesp in de hiërarchie de functie van de koningin over. Hiervoor is het essentieel dat de wespen elkaar herkennen. Dit doen zij onder andere aan elkaars gezichten, die subtiel verschillen in kleurpatronen.

## Verspreidingsgebied
Van oorsprong komt de Franse veldwesp uit westelijk Europa. In Nederland is de Franse veldwesp algemeen in Limburg en Zeeuws-Vlaanderen en wordt ook wel in midden en noord Nederland aangetroffen. In delen van België is hij plaatselijk algemeen.
In de jaren '80 is de Franse veldwesp in Noord-Amerika terechtgekomen. Hoewel de wesp grote hoeveelheden plaaginsecten opeet, is hij minder gewenst in Noord-Amerikaanse gebieden met bijvoorbeeld zeldzame soorten vlinders.

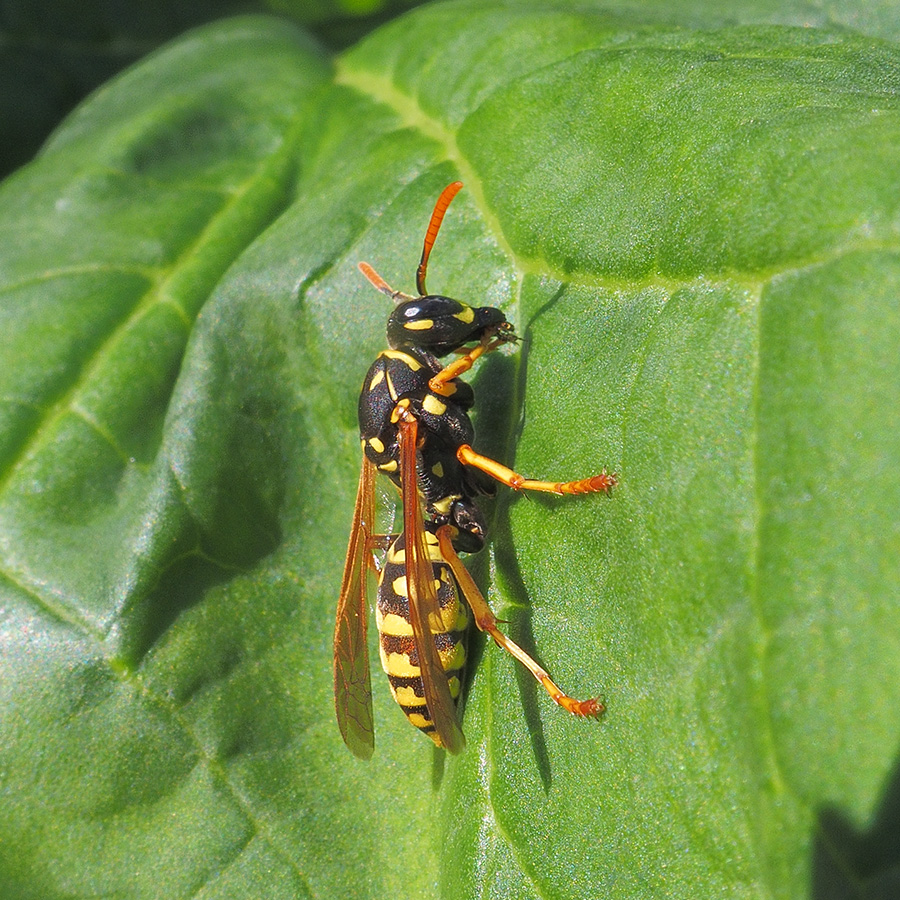
Franse veldwesp in Twente
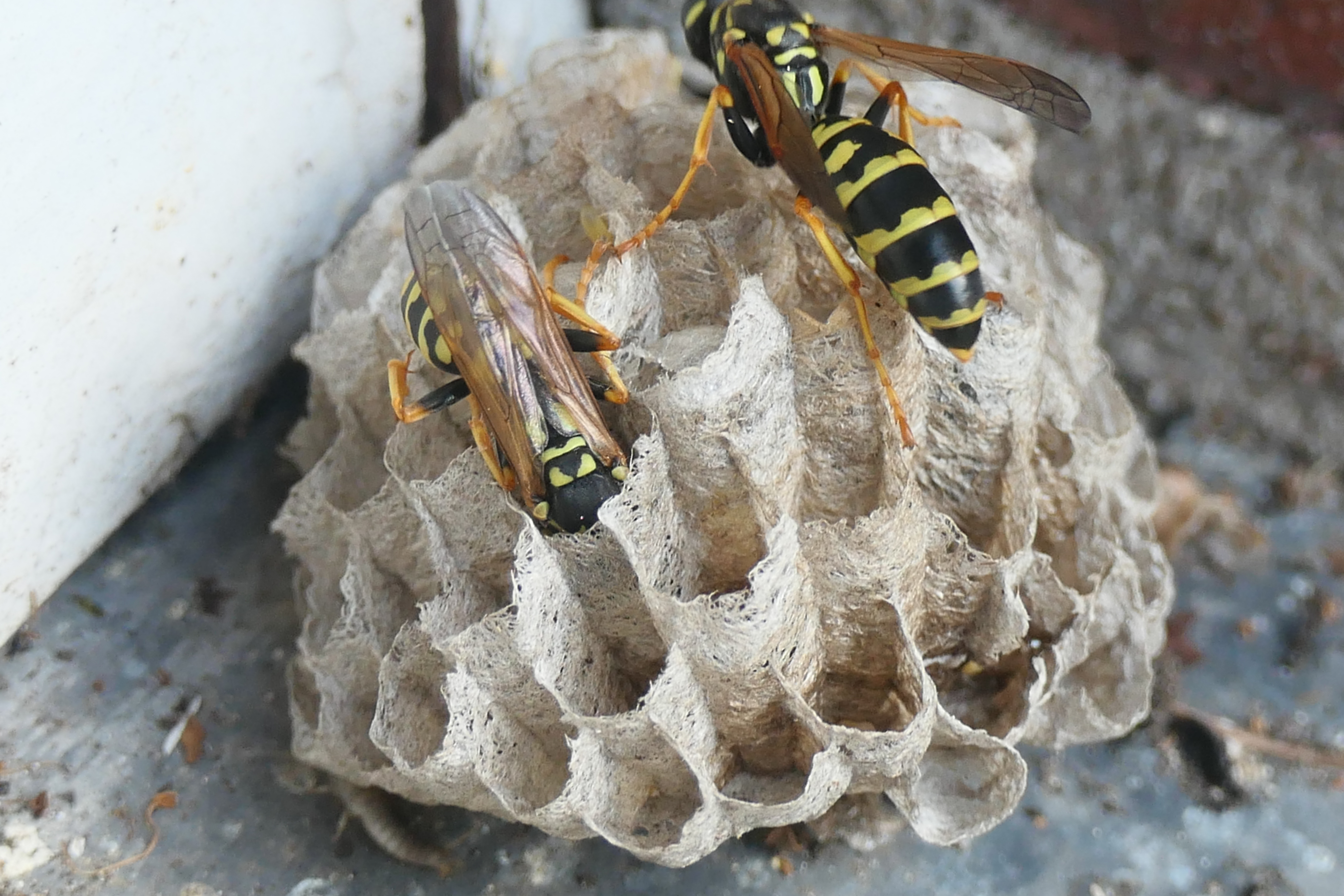
Nestje uit een parasol, Kreis Kleve

## Parasieten
De Franse veldwesp is samen met de cryptische veldwesp gastheer voor het veldwespwaaiertje.